# Chesiadodes morosata
Chesiadodes morosata là một loài bướm đêm trong họ Geometridae.